# Masaaki Kōzu
Masaaki Kōzu (jap. 神津 正昭, Kōzu Masaaki; * 19. November 1974 in Ueda) ist ein ehemaliger japanischer Skilangläufer.

## Werdegang
Kozu nahm von 1993 bis 2010 an Wettbewerben der Fédération Internationale de Ski teil. Sein erstes Weltcuprennen lief er im Dezember 1993 in Santa Caterina, welches er auf dem 44. Platz über 30 km klassisch beendete. Bei den Nordischen Junioren-Skiweltmeisterschaften 1994 in Breitenwang gewann er Silber über 30 km klassisch und Gold mit der Staffel. Bei den folgenden Olympischen Winterspielen in Lillehammer belegte er den 72. Platz über 10 km klassisch und den 54. Rang im 25-km-Verfolgungsrennen. Im folgenden Jahr gewann er bei der Winter-Universiade in Candanchú die Goldmedaille über 30 km Freistil. Im Januar 1997 holte er im heimischen Hakuba mit dem 28. Rang über 10 km klassisch seine ersten Weltcuppunkte und errang bei der Winter-Universiade in Muju den 25. Platz über 15 km klassisch und den 11. Platz über 30 km Freistil. Seine beste Platzierung bei den nordischen Skiweltmeisterschaften 1997 in Trondheim war der 34. Platz im 25-km-Verfolgungsrennen. Bei den Olympischen Winterspielen 1998 in Nagano erreichte er den 56. Platz über 30 km klassisch, den 29. Rang über 10 km klassisch und den 24. Rang im 25-km-Verfolgungsrennen. Seine besten Resultate bei den Olympischen Winterspielen 2002 in Salt Lake City waren der 19. Platz über 15 km klassisch und der 12. Platz mit der Staffel. Bei den Winter-Asienspielen 2003 gewann er Silber über 15 km Freistil und Gold mit der Staffel. Bei den nordischen Skiweltmeisterschaften 2003 im Val di Fiemme errang er den 32. Platz über 50 km Freistil und den neunten Rang mit der Staffel. Ab der Saison 2004/05 bis 2010 trat er vorwiegend beim Far East Cup an. Dabei holte er vier Siege und gewann in der Saison 2006/07 die Gesamtwertung. In der Saison 2009/10 belegte er den vierten Rang in der Gesamtwertung. Seine besten Resultate bei den nordischen Skiweltmeisterschaften 2007 in Sapporo waren der 39. Rang über 15 km Freistil und der 14. Platz mit der Staffel. Im November 2009 absolvierte er in Beitostølen sein letztes Weltcuprennen. Dabei errang er den 16. Platz über 15 km Freistil und erreichte damit seine beste Platzierung bei einem Weltcupeinzelrennen.
Kozu wurde 2001 japanischer Meister über 10 km klassisch und 2004 über 15 km Freistil.

## Siege bei Continental-Cup-Rennen
| Nr. | Datum             | Ort       | Disziplin          | Serie                      |
| --- | ----------------- | --------- | ------------------ | -------------------------- |
| 1.  | 10. Januar 1998   | Sapporo   | 15 km Freistil     | Continental-Cup            |
| 2.  | 6. Januar 2001    | Sapporo   | 10 km klassisch    | Continental-Cup            |
| 3.  | 7. Januar 2001    | Sapporo   | 15 km Freistil     | Continental-Cup            |
| 4.  | 31. Januar 2001   | Japan     | 10 km klassisch    | Continental-Cup            |
| 5.  | 1. Februar 2001   | Japan     | 15 km Verfolgung   | Continental-Cup            |
| 6.  | 26. Dezember 2001 | Otoineppu | 10 km klassisch    | Continental-Cup            |
| 7.  | 26. Dezember 2002 | Otoineppu | 7,5 km klassisch   | Continental-Cup            |
| 8.  | 5. Januar 2003    | Sapporo   | 10 km klassisch    | Continental-Cup            |
| 9.  | 6. Januar 2003    | Sapporo   | 15 km Freistil     | Continental-Cup            |
| 10. | 26. Dezember 2003 | Otoineppu | 7,5 km klassisch   | Continental-Cup            |
| 11. | 6. Januar 2004    | Sapporo   | 10 km klassisch    | Continental-Cup            |
| 12. | 7. Januar 2004    | Sapporo   | 10 km Freistil     | Continental-Cup            |
| 13. | 26. Dezember 2005 | Otoineppu | 7,5 km klassisch   | Far East Cup               |
| 14. | 26. Dezember 2006 | Otoineppu | 7,5 km klassisch   | Far East Cup               |
| 15. | 7. Januar 2007    | Sapporo   | 10 km klassisch    | Far East Cup               |
| 16. | 9. Januar 2007    | Sapporo   | 22,5 km Verfolgung | Far East Cup               |
| 17. | 17. August 2008   | Snow Farm | 10 km Freistil     | Australian/New Zealand Cup |